# Mit Lasso und Peitsche
Mit Lasso und Peitsche (Originaltitel: The Desert’s Price) ist ein US-amerikanischer Stummfilmwestern aus dem Jahr 1925 von W. S. Van Dyke mit Buck Jones in der Hauptrolle. Das Drehbuch basiert auf dem Roman The Desert's Price von William MacLeod Raine.

## Handlung
Julia Starkes Vater wird erschossen und viele ihrer Schafe getötet. Sie gibt den Rinderbaronen der McCann-Ranch die Schuld. Der ihr unbekannte Wils McCann bietet ihr seine Hilfe an, als ein widerspenstiger Widder sie verfolgt. Wils erfährt von ihrem Verdacht und entdeckt, dass eine zwielichtige Bande, die Martin-Brüder, die wahren Schuldigen sind. Sam und Jim Martin versuchen, die Starke-Schwestern für sich zu gewinnen, werden jedoch abgewiesen. Sam versucht, Peggy zu küssen, und sie fällt und wird schwer verletzt. Julia geht Sam nach und schießt auf ihn. Ihr Bruder Phil gerät später in einen Kampf mit Sam, der angeschossen wird. Jim alarmiert den Sheriff, um Julia zu verhaften. Der Sheriff macht Wils zu seinem Deputy.
Wils bietet Julia eine Chance zur Flucht, aber sie besteht darauf, sich dem Gericht zu stellen. Sam stachelt den Mob an, das Haus des Sheriffs anzugreifen. Wils lockt ihn dorthin, während seine Männer den Mob zerstreuen. Sam wird nun von seinen eigenen Männern beschuldigt, Starke und seine Schafe getötet zu haben. Er versucht zu fliehen, aber Wils verfolgt und überwältigt ihn. Phil wird von der Jury freigesprochen und Julia gesteht ihre Liebe zu Wils.

## Hintergrund
Da keine Kopien der sechs Filmrollen existieren, gilt der Film als verschollen.

## Veröffentlichung
Die Premiere des Films fand am 13. Dezember 1925 statt. 1926 kam er in Österreich in die Kinos. Er wurde auch unter dem Titel Die Arizona-Girls gezeigt.

## Kritiken
Charles S. Sewell nannte den Film im Magazin Moving Picture World einen besonders befriedigenden und effektiven Western. Die Ereignisse seien bekannt, es gebe jede Menge Handlungsmöglichkeiten und genügend Situationen, um die Geschichte in rasantem Tempo voranzutreiben, sie greifen fließend ineinander. Das Ergebnis sei ein rasanter und durch und durch unterhaltsamer Western.